# Papara (Costa d'Avorio)
Papara  è una città e sottoprefettura della Costa d'Avorio appartenente al dipartimento di Tengréla. Conta una popolazione di 8 866 abitanti (censimento 2014).